# LWF G-2
 (енгл. LWF G-2) је ловачки авион који је произвео амерички произвођач авиона„ Инжењерска компанија Лоу, Вилард и Фаулер“ (енгл. The Lowe, Willard & Fowler Engineering Company). Први лет авиона је извршен 1918. године.
Највећа брзина у хоризонталном лету је износила 222 km/h. Размах крила је био 12,69 метара а дужина 8,88 метара. Маса празног авиона је износила 1213 килограма а нормална полетна маса 1825 килограма. Био је наоружан са седам митраљеза 7,62 мм.

## Наоружање
| Наоружање авиона:              |      |
| Ватрено (стрељачко) наоружање  |      |
| Топ                            |      |
| Митраљез                       |      |
| Број и ознака митраљеза        | 7    |
| Калибар                        | 7,62 |
| Бомбардерско наоружање (бомбе) |      |
| Ракетно наоружање (ракете)     |      |